# Cradle of Filth
I Cradle of Filth  (IPA: [ˈkreɪdəl əv ˈfɪlθ/]) sono un gruppo musicale symphonic black metal britannico, formatosi a Ipswich, nel Suffolk, nel 1991. Sono fra le band di maggior successo del genere insieme ai Dimmu Borgir e agli Emperor.

## Storia

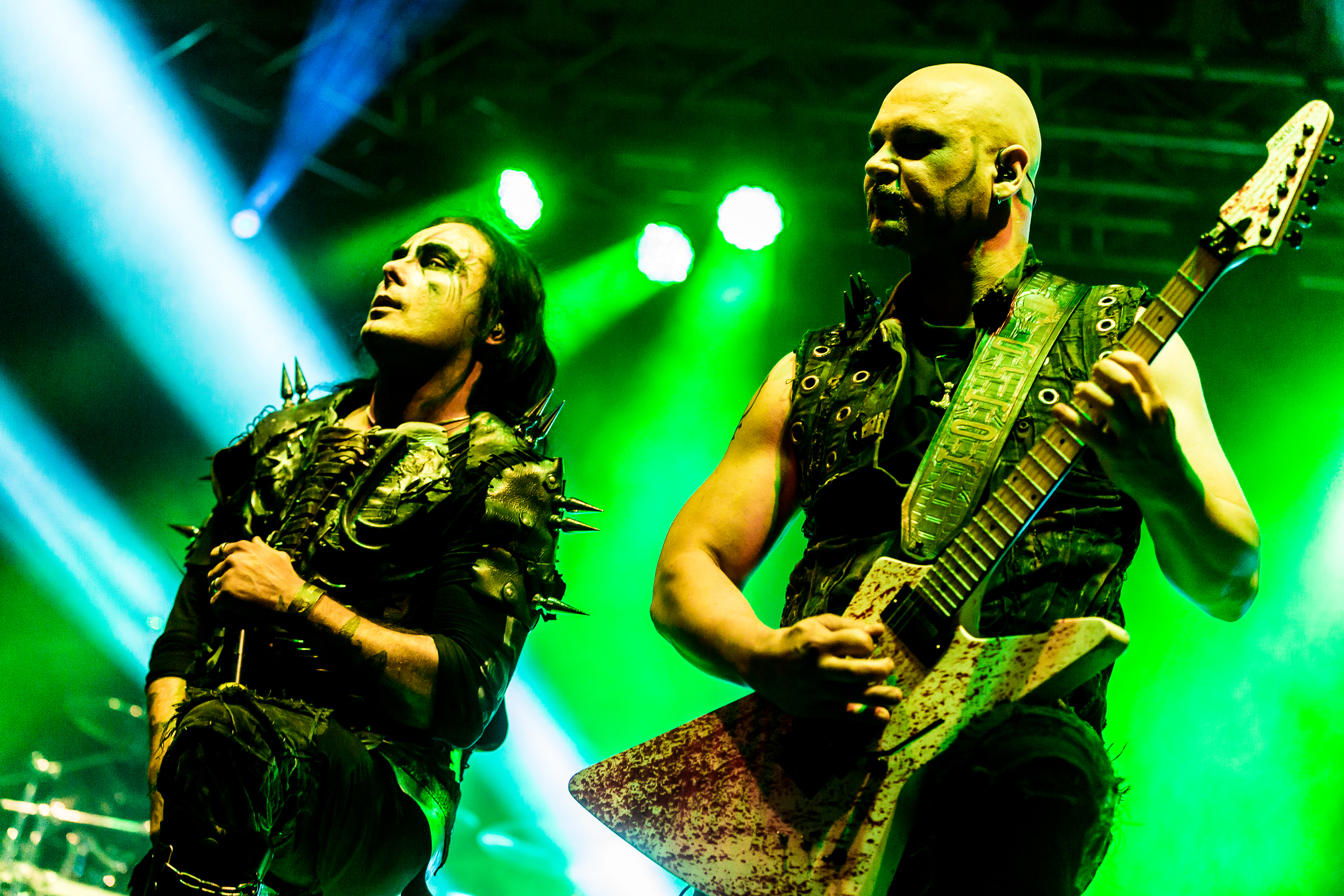
Dani Filth (fondatore del gruppo) e Ashok

Il secondo album Dusk... and Her Embrace del 1996 è stato generalmente definito dalla critica come apice compositivo nella carriera della band, raggiunto attraverso un'accurata mescolanza del black metal delle origini con una presenza maggiore di elementi sinfonici e gotici.
Il successivo Cruelty and the Beast, pubblicato nel 1998, oltre a ricevere l'approvazione della critica, contribuisce anche ad aumentare la popolarità della band nella scena metal mondiale.

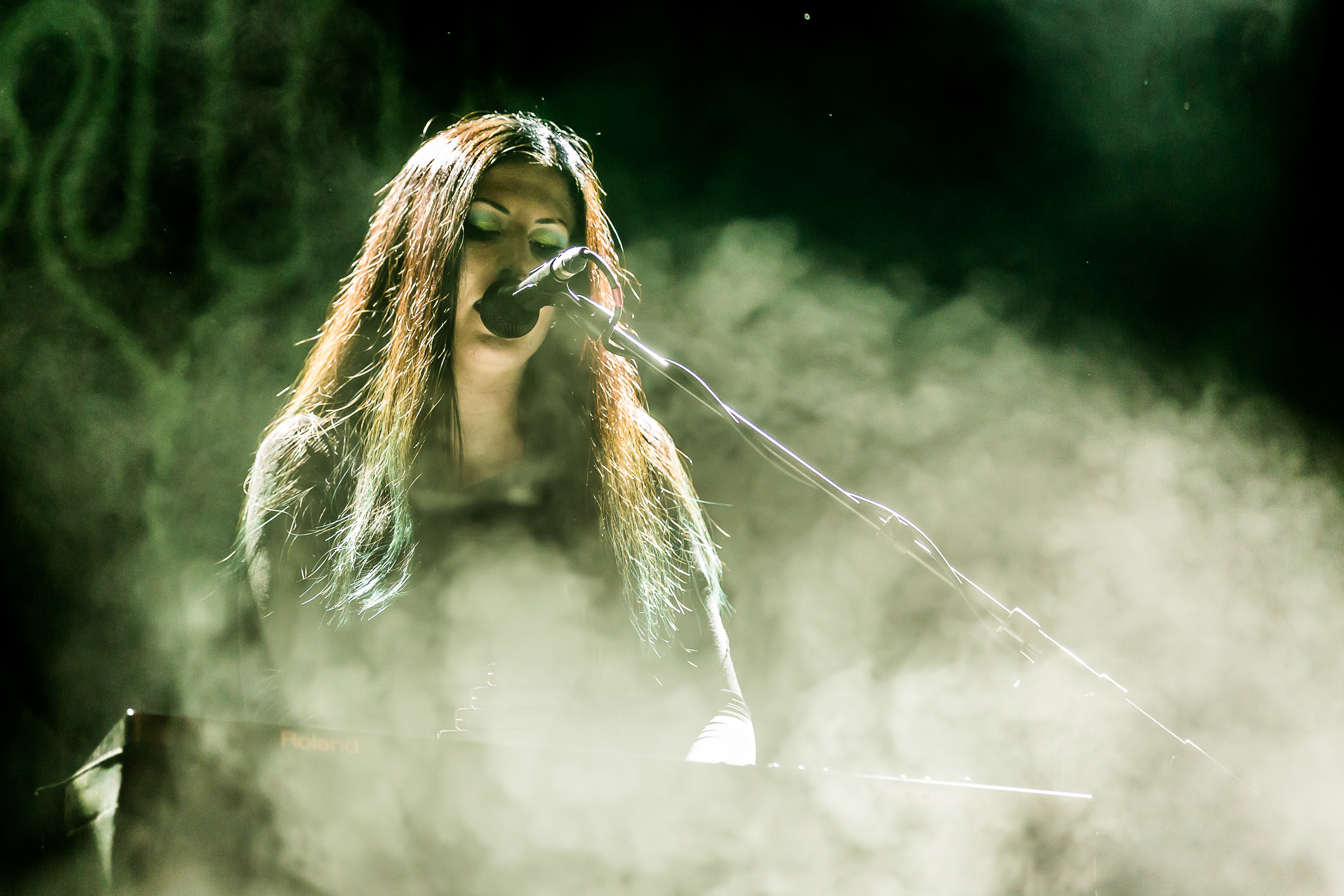
Lindsay Schoolcraft

La maggior parte dei fan e anche dei critici considera il periodo migliore della band quello che va dalle origini del gruppo nel 1994 (The Principle of Evil Made Flesh) fino al 2000, anno di pubblicazione del rinomato Midian, album di cui numerose tracce sono state utilizzate come colonna sonora nel film Cradle of Fear, uno splatter/horror di serie B che vede Dani Filth nel ruolo di attore principale. Il "periodo d'oro" comprende anche V Empire or Dark Faerytales in Phallustein e From the Cradle to Enslave, due EP. Secondo la critica, una lieve commercializzazione della band è iniziata con il quinto album, Damnation and a Day del 2003, che vede i primi accenni di un genere molto vicino ad un metal estremo più tradizionale. Durante la registrazione di questo album vennero convocati l'Hungarian Film Orchestra e l'Hungarian Film Chorus. Con il successivo Nymphetamine, uscito nel 2004, viene segnato il passaggio dalla Sony alla Roadrunner Records. L'album è carico di inserti sinfonici riconducibili ad un gothic metal estremizzato dal sound dei capitoli precedenti. Thornography (2006) è un album molto lontano dai caratteri generali della band con numerose influenze thrash/death e per molti critici resta tuttora l'album meno riuscito della band.
Nel 2008 i Cradle of Filth pubblicano Godspeed on the Devil's Thunder, per recuperare le aspettative dei fan rimasti fedeli ai primi lavori, cui segue nel 2010 Darkly, Darkly, Venus Aversa, all'insegna del metal estremo. Un piccolo passo indietro si avrebbe invece nell'album del 2012 The Manticore and Other Horrors: la band elimina quasi del tutto la componente sinfonica a favore di uno stile più asciutto e diretto, mentre nel 2015 pubblica Hammer of the Witches, da alcuni considerato come il miglior prodotto del gruppo addirittura dai tempi di Midian, percorso proseguito nel 2017 con l'uscita del dodicesimo album Cryptoriana - The Seductiveness of Decay. Tali ultimi lavori, tuttavia, sono stati ancora bersaglio delle critiche di altri recensori che hanno continuato a ravvisare nella band una parabola discendente. Nel 2021 è la volta di Existence Is Futile, tredicesimo album che presenta sonorità simili ai precedenti due dischi, al quale segue nel 2025 il quattordicesimo disco The Screaming of the Valkyries, sempre sulle medesime coordinate musicali.

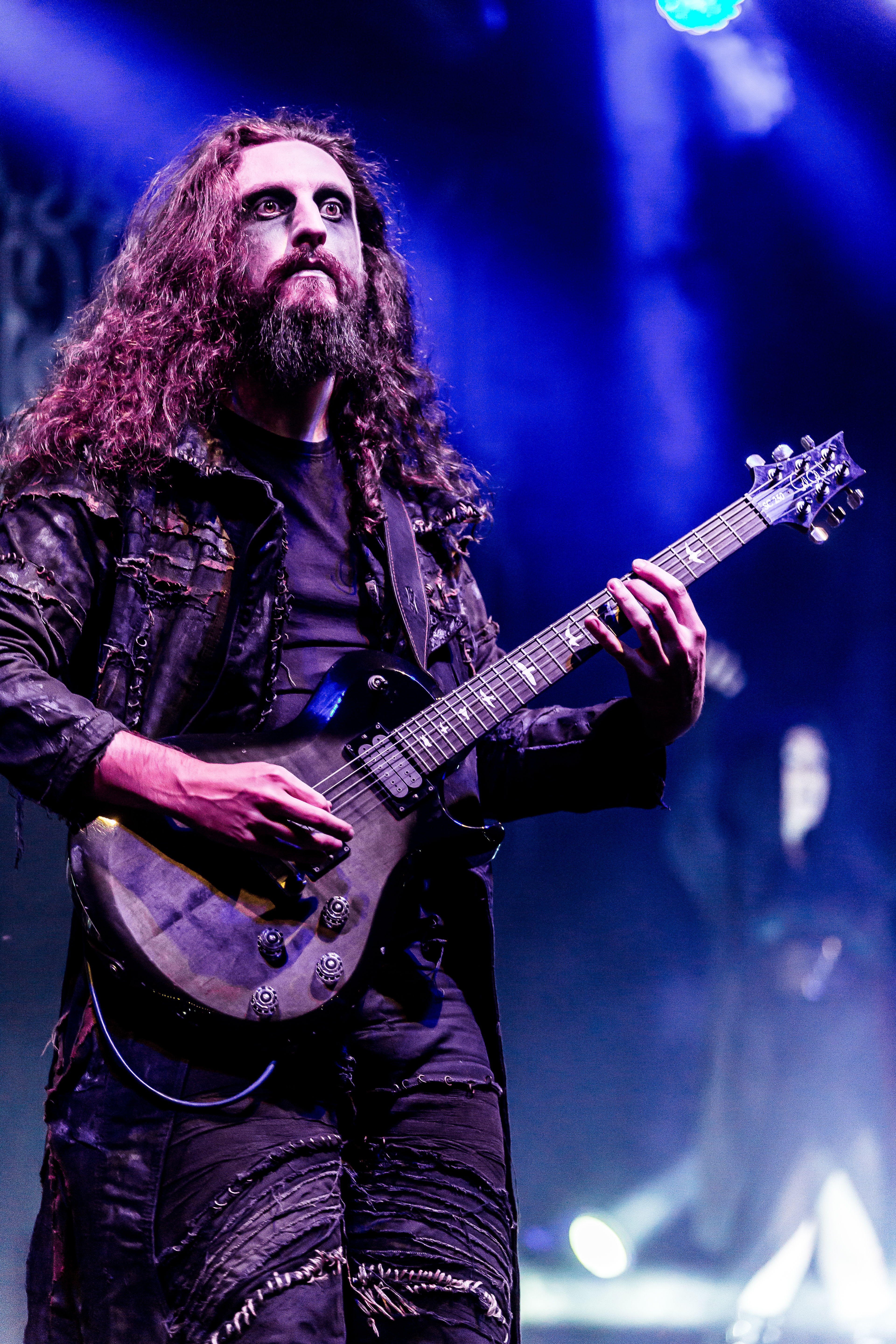
Rich Shaw

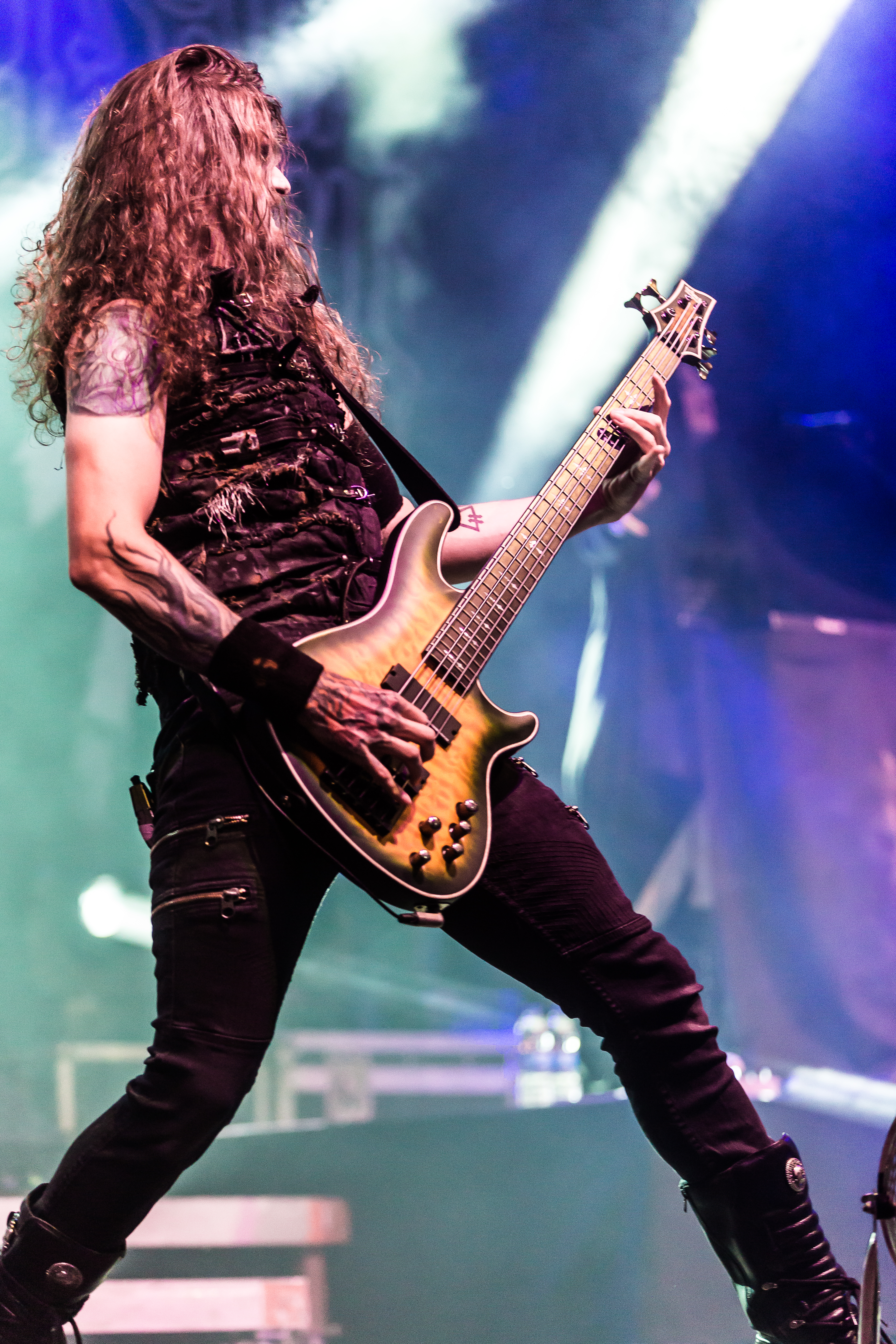
Daniel Firth

## Stile musicale e testi
Nell'evoluzione del suono dei Cradle of Filth è stato molto importante l'influsso delle scene black e death metal scandinave (Bathory, Emperor, Darkthrone, Immortal, At the Gates, Dark Tranquillity). A tutto ciò però sono stati fusi elementi teatrali (dove è evidente anche l'ispirazione dagli italiani Death SS). Le origini di questa band le ritroviamo in un paio di demo in cui, lo stile era evidentemente orientato verso una forma particolare di death metal, ma erano comunque presenti delle orchestrazioni.
Nel 1994 uscì The Principle of Evil Made Flesh, che presentava un black metal avanguardistico e riscosse un notevole successo di vendite e di critica. Prima di The Principle of Evil Made Flesh, in realtà, doveva essere pubblicato l'album dal titolo Goetia. Col passare degli anni lo stile dei Cradle of Filth assumerà venature sempre più gothic metal, toccando il culmine nell'album Midian del 2000. Hanno reso sempre più personale il loro sound, applicando al black metal primordiale tutte le influenze derivanti dalla scena gothic metal, messe in risalto da una voce femminile che accompagna lo scream e il growl del cantante principale, Dani Filth e, con l'utilizzo di una componente sinfonica significativa, hanno creato atmosfere misteriose che si amalgamano con i temi toccati dai testi, spesso riguardanti il vampirismo.

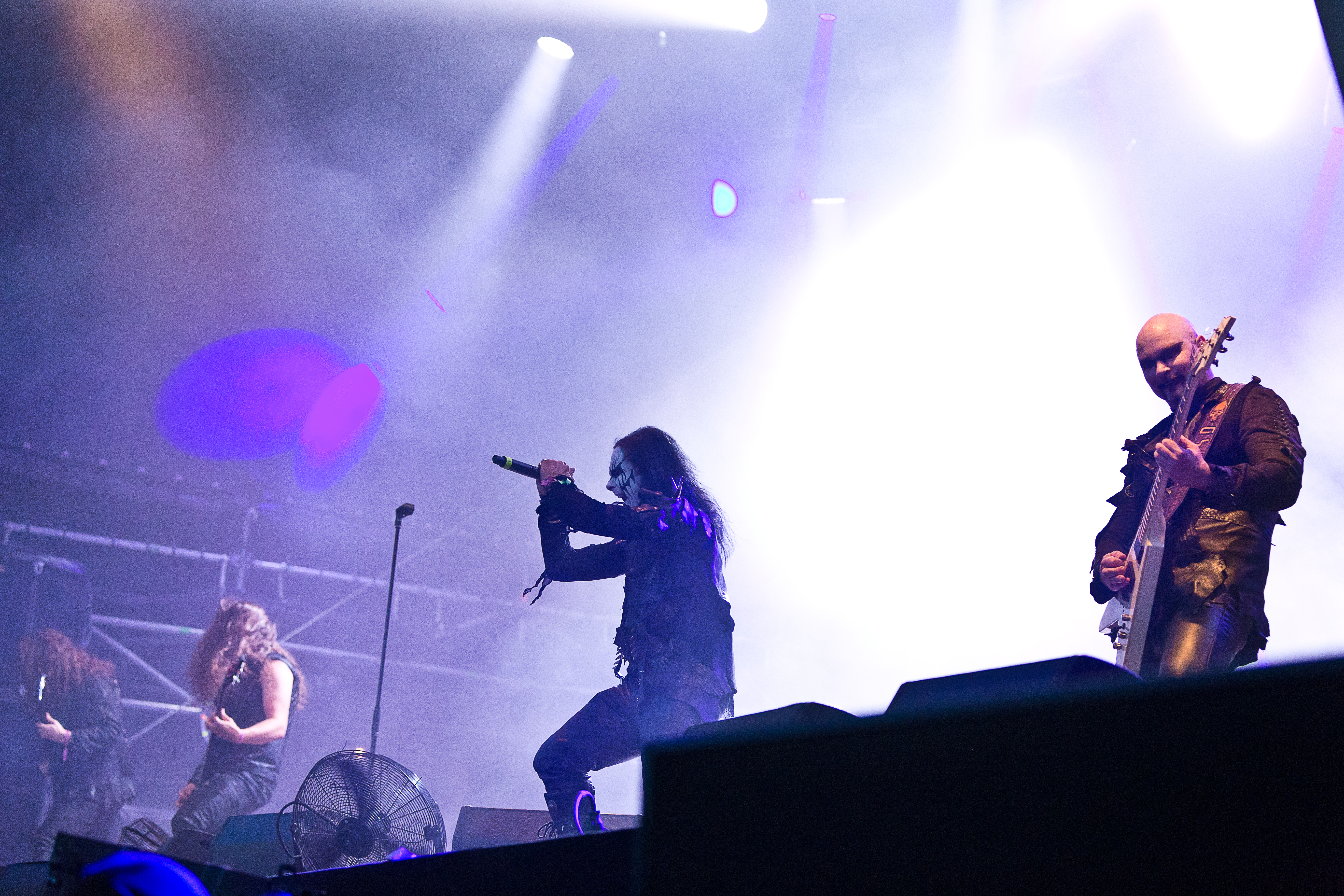
I Cradle of Filth al Rockharz Open Air 2015

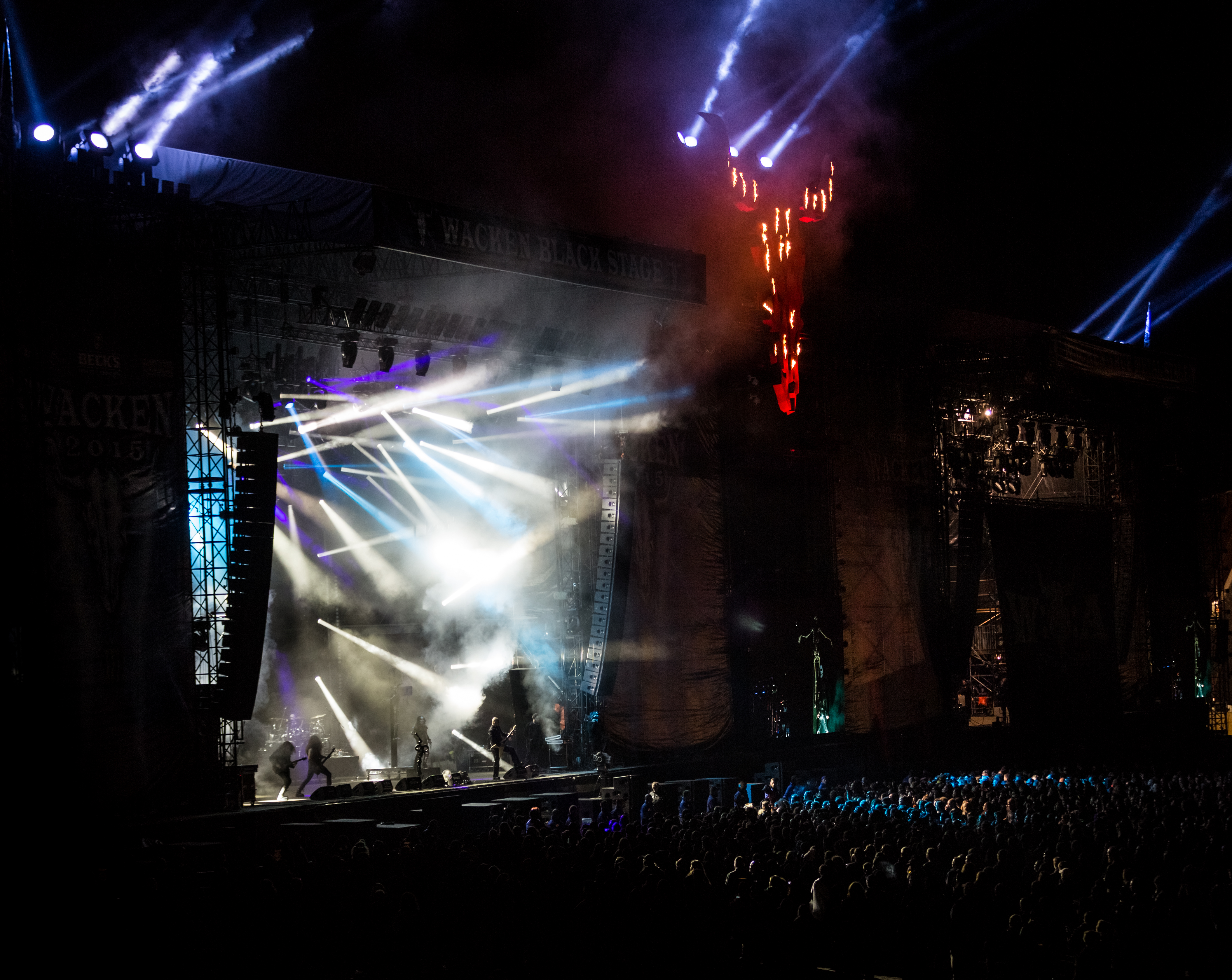
I Cradle of Filth al Wacken Open Air 2015

Le atmosfere musicali e i testi, infatti, sono molto influenzati dai temi della letteratura gotica: oltre al vampirismo, descrivono paesaggi decadenti tipici del romanticismo e aspetti più passionali e spinti come il sesso ed il satanismo, specialmente nel primo periodo. Col procedere del tempo questi sono mutati, concentrando l'attenzione sulla mitologia e sulle leggende. I soggetti, i personaggi e le ambientazioni raccontate nelle liriche sono espresse in una forma di poesia sì scabra e gretta, ma fondata sull'unione fra lingua inglese moderna e il linguaggio arcaico (ricorrendo spesso ad emblemi e allegorie senza tempo nella cultura inglese). Richiamando, anche, alcune citazioni di poeti romantici e decadentisti inglesi, filosofi (Nietzsche), passi dai vari testi biblici e ricordi della tradizione celtica.
Sono una delle band più discusse e controverse nell'ambito della musica: i loro lavori e le scelte promozionali sono stati spesso oggetto di critiche sia da parte dei fan che dei puristi del genere. Accusati, spesso, di essersi distaccati dai canoni del black metal e di essere diventati troppo "commerciali" come, al contrario, essere stati più volte additati dai media come gruppo blasfemo.

## Influenze
Fra le maggiori influenze musicali citano Judas Priest, Venom, Emperor, Destruction, Slayer, Iron Maiden, Black Sabbath, Misfits, Paradise Lost.

## Formazione

### Formazione attuale
- Dani Filth – voce (1991-presente)
- Martin "Marthus" Škaroupka – batteria (2006-presente), tastiere (2009-presente)
- Daniel Firth – basso (2012-presente)
- Marek "Ashok" Šmerda – chitarra (2014-presente)
- Donny Burbage – chitarra (2022-presente)
- Zoe Marie Federoff – tastiere, voce addizionale (2022-presente)

### Ex componenti
- Paul Ryan – chitarra (1991-1994)
- Darren Garden – batteria (1991-1993)
- Jonathan Pritchard – basso (1991-1992)
- Benjamin Ryan – tastiere (1991-1995)
- Robin Graves – chitarra (1991) - basso (1992-1994, 1995-2002)
- Paul Allender – chitarra (1992-1996, 2000-2014)
- Andrea Meyer – voce addizionale (1993-1994)
- Was Sarginson – batteria (1993, 1999)
- Nicholas Barker – batteria (1993-1999)
- Jon Kennedy – basso (1994-1995)
- Damien Gregori – tastiere (1995-1997)
- Stuart Anstis – chitarra (1995-1999)
- Sarah Jezebel Deva – voce addizionale (1995-2008)
- Gian Pyres – chitarra (1996-1999, 2000-2002)
- Keith Leslie "Lecter" Smith – tastiere (1997-1999)
- Dave Kunt – batteria (1999-2000)
- Martin Powell – tastiere (2000-2005)
- Adrian Erlandsson – batteria (2000-2006)
- Dave Pybus – basso (2002-2012)
- James McIlroy – chitarra (2003-2005, 2009-2014)
- Charles Hedger – basso (2005) - chitarra (2005-2009)
- Rosie Smith – tastiere (2005-2009)
- Ashley Ellyllon – tastiere (2010)
- Caroline Campbell – tastiere (2010-2012)
- Lindsay Schoolcraft – tastiere, voce addizionale (2013-2020)
- Richard Shaw – chitarra (2014-2022)
- Anabelle Iratni – tastiere, voce addizionale (2021-2022)

### Ex turnisti
- Rishi Mehta – chitarra (1994)
- Bryan Hipp – chitarra (1994-1995)
- Paul Mcglone – chitarra (1996)
- Darren Donnarumma – chitarra (1999)
- Dave Hirschheimer – batteria (1999)
- Mark Newby-Robson – tastiere (1999)

## Discografia

### Album in studio
- 1994 - The Principle of Evil Made Flesh
- 1996 - Dusk... and Her Embrace
- 1998 - Cruelty and the Beast
- 2000 - Midian
- 2003 - Damnation and a Day
- 2004 - Nymphetamine
- 2006 - Thornography
- 2008 - Godspeed on the Devil's Thunder
- 2010 - Darkly, Darkly, Venus Aversa
- 2012 - The Manticore and Other Horrors
- 2015 - Hammer of the Witches
- 2017 - Cryptoriana - The Seductiveness of Decay
- 2021 - Existence Is Futile
- 2025 - The Screaming of the Valkyries

### EP
- 1996 - V Empire or Dark Faerytales in Phallustein
- 1999 - From the Cradle to Enslave
- 2001 - Bitter Suites to Succubi
- 2006 - Thornographic
- 2011 - Evermore Darkly...

### Album dal vivo
- 2002 - Live Bait for the Dead
- 2023 - Trouble and Their Double Lives

### Raccolte
- 2002 - Lovecraft & Witch Hearts
- 2012 - Midnight in the Labyrinth

### Compilation
- 2016 - Dusk… and Her Embrace ~ The Original Sin